# Yajurveda
El Yajurveda (léase aproximadamente [iáyur veda]) es uno de los cuatro Vedas (las escrituras sagradas más antiguas de la India). Contiene textos religiosos que se concentran en la liturgia y el ritual. El Yajur-veda fue compuesto durante el periodo védico, entre el siglo XV y el V a. C., junto con los demás Vedas.
Así como el 96 % del contenido del Sama-veda proviene de los himnos del Rig-veda (el texto más antiguo de la literatura de la India, de mediados del II milenio a. C.), una tercera parte del contenido del Yajur-veda proviene del Rig-veda.

## Etimología
- yajurveda, en el sistema con sachy AITS (alfabeto internacional de transliteración del sánscrito.[1]
- यजुर्वेदः, en letra devanagari del sánscrito.[1]
- Pronunciación aproximada: [iáyur veda].[1][2]
- Etimología: el término sánscrito iáyurveda es un tat purusha (compuesto de términos) formado por yajus [iáyus]: ‘rito sacrificial’ y veda: ‘verdad, conocimiento’.[1]

## Dos versiones del mismo texto
Hay dos versiones primarias del Yajur-veda:
- Shukla-yajur-veda (siendo shuklá, ‘blanco’) y
- Krisna-yajur-veda (siendo krisná, ‘negro’ u ‘oscuro’).

El nombre de «blanco» y «oscuro» se debe a que en este último, está oscurecida la separación entre la parte mantra y la parte bráhmana, y las dos partes se mezclan entre sí. En cambio en el texto «blanco», el samjita se distingue claramente del bráhmana.

### Krisna-yajur-veda
Este Yajur-veda negro incluye todo el texto del Shukla-yajur-veda, pero además tiene comentarios en prosa adicionales.
El sustantivo común sánscrito krisna significa ‘negro’. No está relacionado con el dios Krisna, que es mencionado recién en el Majabhárata (texto épicorreligioso del siglo III a. C.).
Existen cuatro recensiones de este texto. La más conocida es el Taitiríia-samjitá. Consiste de 8 libros o kandas, divididos en capítulos o prapathakas. Estos a su vez se subdividen en himnos individuales.
Algunos himnos individuales han ganado importancia en el hinduismo. Por ejemplo el Taittiríia-sanjitá 4.5 y 4.7 corresponden al Shri-rudram-chamakam, y 1.8.6.i al mantra Triambakam (utilizados por los shivaístas). La fórmula prefijada al mantra rigvédico Gáiatri es también del Yajur-veda, apareciendo cuatro veces.
Cada una de las recensiones tiene un texto bráhmana asociado, y algunas de ellas están también asociadas los de la Shrauta-sutra, Grijia-sutra, Araniaka, Upanishád y Prati-shakhia.

### Shukla-yajur-veda
Este Yajur-veda blanco recibe también el nombre de Vayasanei-samjita (‘el texto continuo de los vayasaneis’, los seguidores de Iágña Valkia.
Vayasaneiá es el nombre patronímico del sabio Iagña Valkia, hijo de Váyasana.
Se le llama «blanco» para distinguirlo del Yajurveda negro (o Yajurveda oscuro), que es el nombre que se le da al Taittiriia-samjita.
El propio texto dice haber sido hablado por el sabio Iagñavalkia.

#### Capítulos
Se divide en 40 adhyāyas (capítulos) con 303 anuvākas, que comprenden 1975 kaṇḍikās (secciones).
Cuenta la leyenda que el sabio VaishamPaiana Rishí impartió el iayus (‘rituales para sacrificios’) original a su alumno Yajnavalkya, pero este incurrió en la ira de su maestro, que le hizo vomitar todo el conocimiento que había aprendido, que fueron recogidos por otros discípulos de Vaisampayana en la forma de perdices (taittiriya=tittiri). Yajnavalkya entonces le cantó himnos al dios del Sol, quien ―gratificado por su homenaje―, apareció en la forma de un vayin (‘caballo’), y consintió en darle nuevos textos Iayus, que no eran conocidos por su antiguo maestro.
Este Yajur-veda blanco consiste en 40 capítulos de himnos védicos.
1-2: sacrificios a la Luna, nuevos y completos.
3: Agnihotra (sacrificios al fuego).
4-8: Somayajna (sacrificios con la droga alucinógena soma.
9-10: Vayapeia y rayasuia (gran sacrificio realizado en la coronación de un rey), ambos modificaciones del sacrificio soma.
11-18: Construcción de altares y fogatas, en especial la agní-chaiana.
19-21: Sautramani, ritual para contrarrestar los efectos del exceso de droga soma. Dedicado al dios Indra, cualquiera que fuera consagrado a este sacrificio, después de la muerte nacería entre los dioses sarva-tanūḥ (con todo su cuerpo).
22-25: Ashvamedha, sacrificio de caballo.
26-29: Fórmulas complementarias para diversos rituales.
30-31: Purushamedha, sacrificios humanos.
32-34: Sarvamedha, sacrificios completos.
35: Pitriyajna, sacrificio en beneficio de los antepasados muertos.
36-39: Pravarguiá, ceremonia introductoria al sacrificio soma, en la que se derramaba leche fresca en un recipiente recalentado (llamado majá-virá o gharma) o en ghi (mantequilla clarificada) hirviendo.
40: este último adhiaia es la famosa Isha-upanisad. Su lenguaje es el idioma sánscrito védico, muy anterior al sánscrito clásico utilizado en el resto de las Upanisad (que fueron compuestas entre el siglo VIII y los primeros siglos de la era común).

#### Escuelas de recitación
El Yajur-veda blanco posee dos shakhas (‘ramas’, recensiones o escuelas de repetición) casi idénticas.

## Números grandes
Los documentos del Yajur-veda son los más tempranos en el conocimiento de números hasta el trillón (llamado en sánscrito parardha).
Discute el concepto de purna, que literalmente en sánscrito significa ‘completo’.
Al explicar la naturaleza de la Divinidad, el texto establece que si al purna se le resta purna, el purna sigue siendo purna.
Algunos consideran que purna podría significar infinito.